# Cristina Alberdi
Cristina Alberdi (Los Rosales, 22 febbraio 1946 – Madrid, 27 giugno 2024) è stata una politica, avvocata e attivista spagnola.

## Biografia
Nacque a Los Rosales, località nel comune di Tocina, un piccolo paese della provincia di Siviglia.
Laureata in giurisprudenza, dal 1970 fece parte del Colegio de Abogados. Nel 1975 creò un gruppo giuridico femminista. Durante la transizione spagnola alla democrazia, fu consigliere dei lavori preparatori della Costituzione del 1978 e delle successive riforme del Codice civile e del Codice penale. Fu poi membro del Consiglio generale della magistratura dal 1985 al 1990.
Divenne ministro degli Affari sociali nel governo guidato da Felipe Gonzales nel 1993, in sostituzione di Matilde Fernández. Rimase in carica fino al 1996.
Fu eletta al Congresso dei Deputati come membro del Partito Socialista Operaio Spagnolo (PSOE) nel 1996 per il distretto di Malaga prima di trasferirsi nel distretto di Madrid, per il quale fu rappresentante dal 2000 al 2003. Fu anche presidente del PSOE fino al 2003, anno in cui lasciò il partito.
Cristina Alberdi morì a Madrid il 27 giugno 2024 all'età di 78 anni.

## Vita privata
Fu sposata con l'editore José Benito Alique, dopo che questi divorziò dall'attrice Terele Pávez.